# Santa Croce (Lecce)

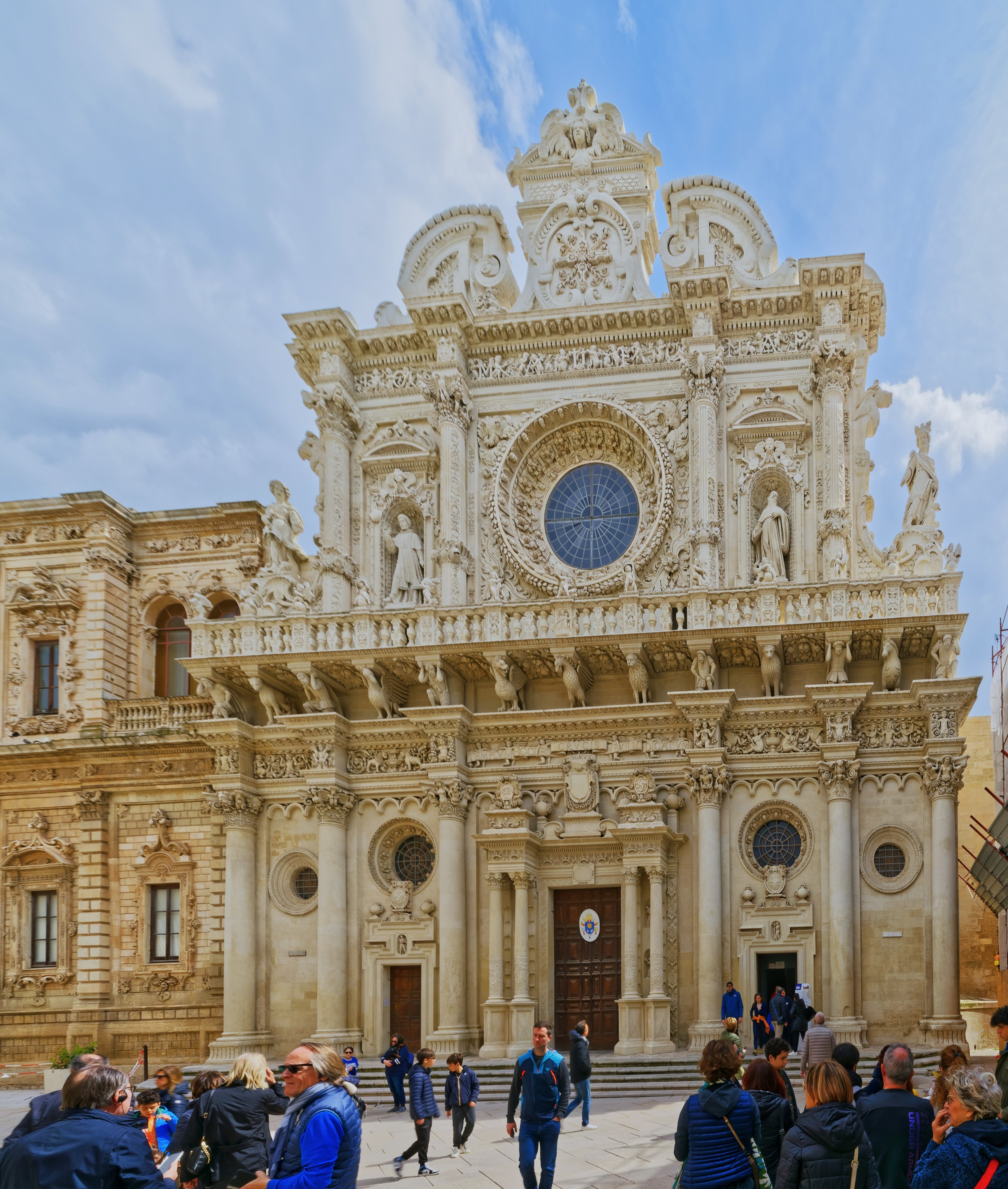
Basilika Santa Croce

Die Basilika Santa Croce ist eine römisch-katholische Kirche in Lecce, in der süditalienischen Region Apulien. Die Pfarrkirche des Erzbistums Lecce mit dem Patrozinium Heiliges Kreuz hat den Rang einer Basilica minor. Die barocke Kirche wurde Ende des 16. Jahrhunderts erbaut und im 17. Jahrhundert fertiggestellt.

## Geschichte
Walter VI., Graf von Brienne, hatte an der Stelle der heutigen Kirche im 14. Jahrhundert ein Kloster gegründet. 1549 wurde mit dem Bau einer neuen Kirche begonnen, für die unter anderem Häuser von Juden verwendet wurden, die 1510 aus Lecce vertrieben worden waren. Die Bauarbeiten zogen sich über zwei Jahrhunderte hin; 1582 war die untere Fassade fertig, während die Kuppel 1590 vollendet wurde. Die Portale wurden ab 1606 unter der Leitung von Francesco Antonio Zimbalo hinzugefügt. Die Kirche wurde von seinen Nachfolgern Cesare Penna (obere Fassade und Rosette) und Giuseppe Zimbalo (Dekoration der oberen Fassade) vollendet. 1905 erhielt die Kirche den Titel einer Basilica minor.

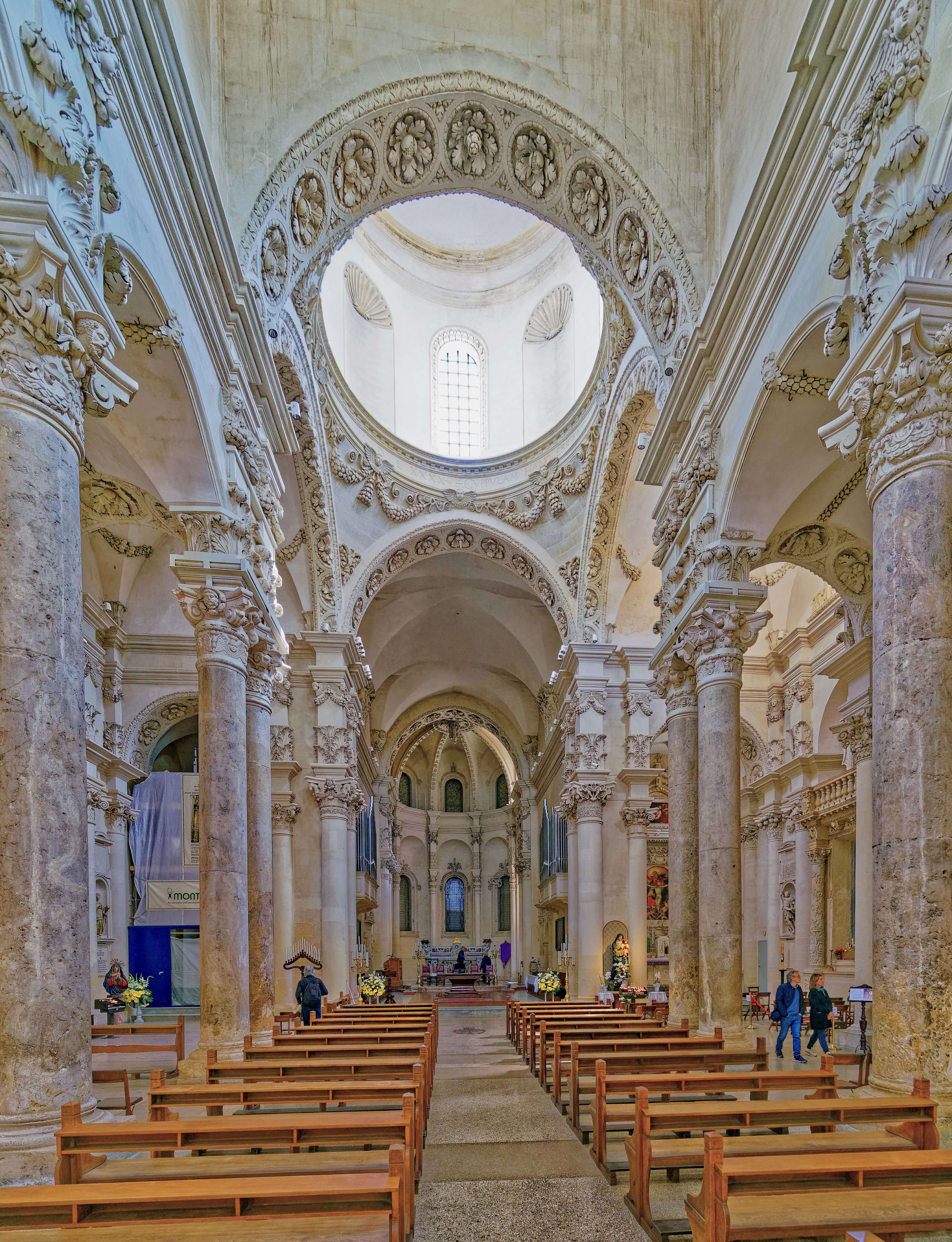
Kuppel und Altarraum von Santa Croce

## Architektur

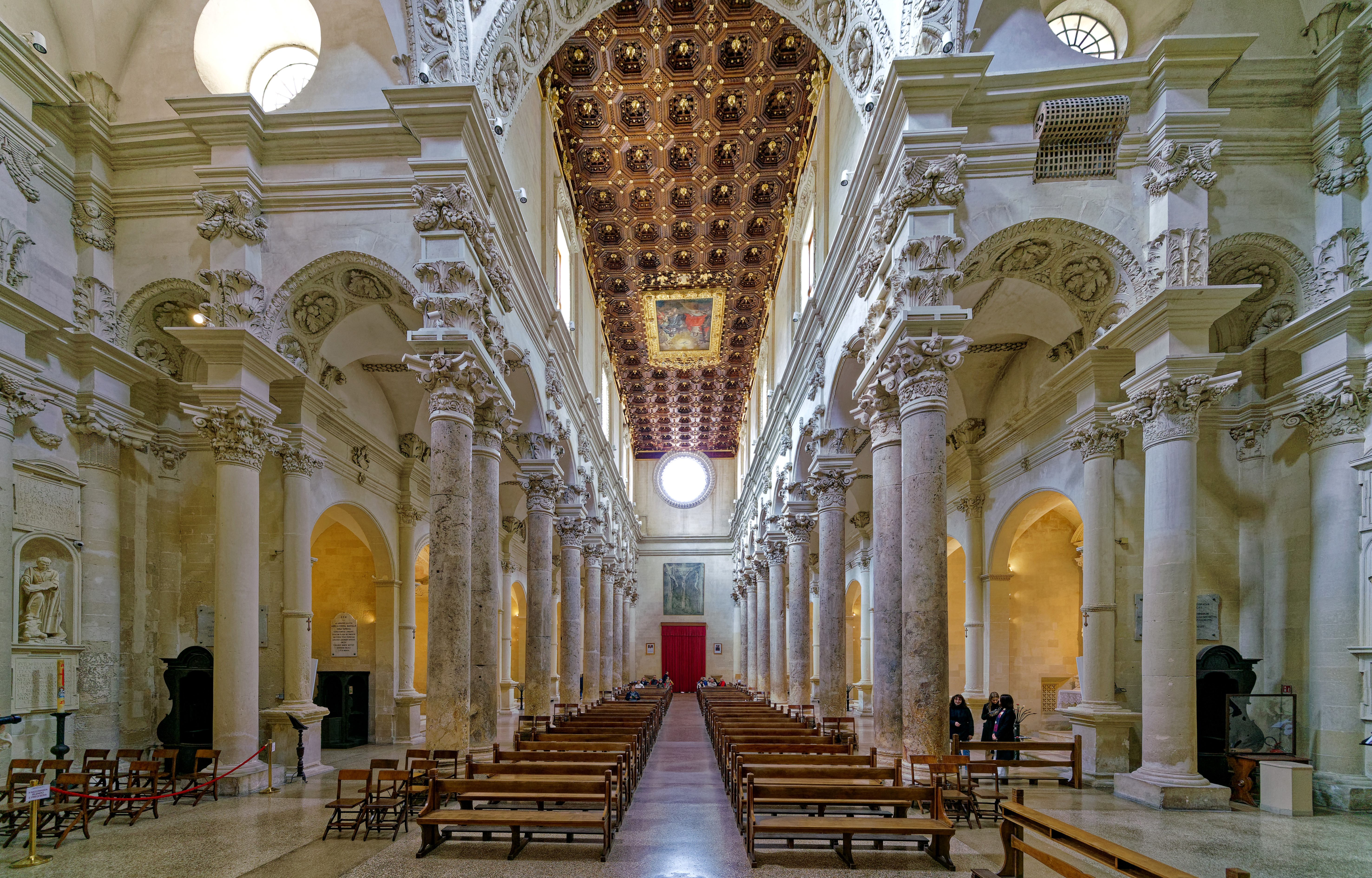
Innenraum

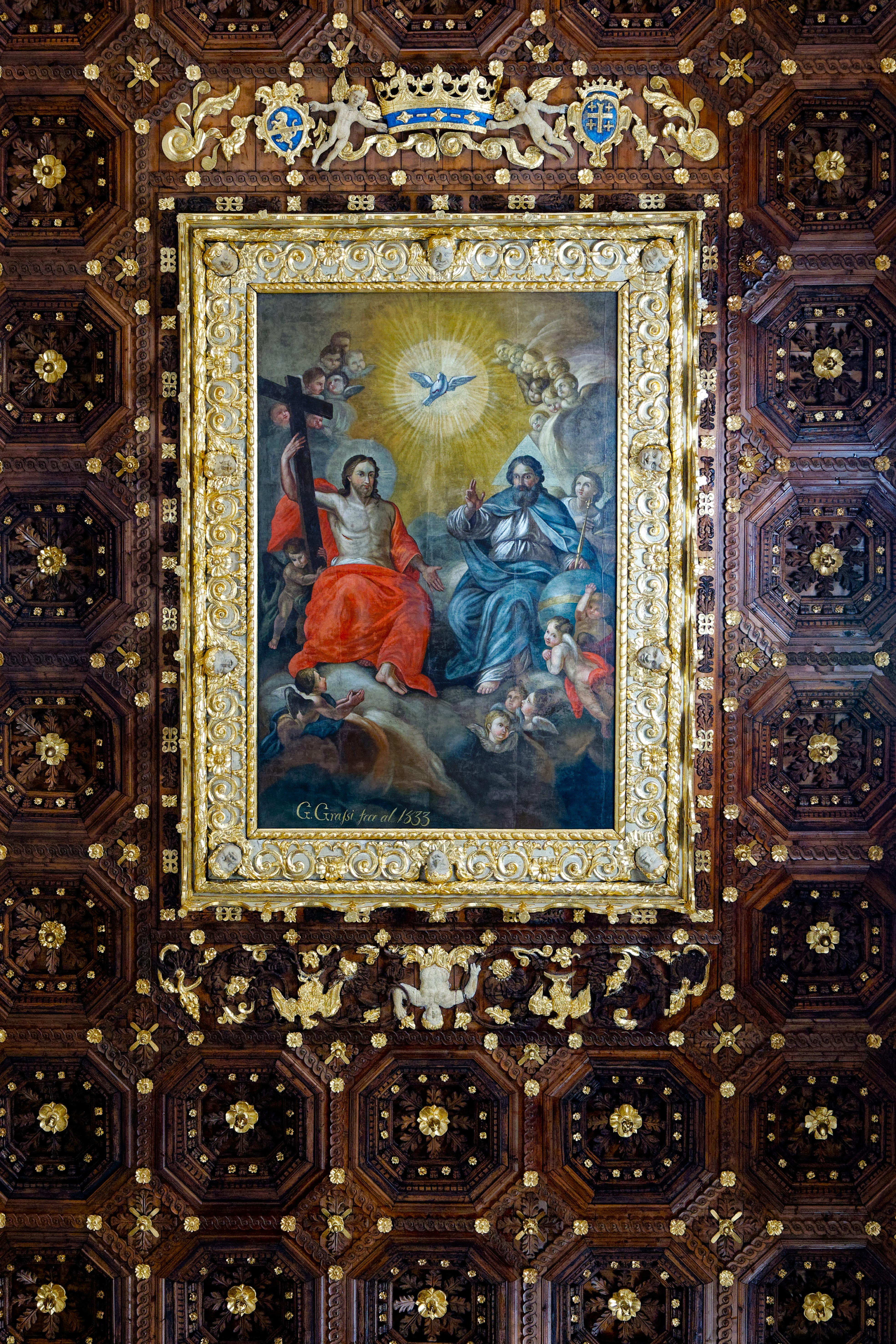
Kassettendecke

Die Kirche hat eine reich verzierte Fassade mit sechs glatten Säulen, die ein Gebälk mit Tieren, grotesken Figuren und Pflanzenmotive tragen, sowie eine große Fensterrose. Das Hauptportal weist ein Paar korinthische Säulen und die Wappen von Philipp III. von Spanien, Maria von Enghien und Walter VI. von Brienne auf, während die Seitenportale die Wappen der Cölestiner tragen. Mehrere Atlanten stellen die türkischen Gefangenen dar, die von der Christlichen Liga in der Seeschlacht von Lepanto von 1571 gemacht wurden. Die Tiere unter der Balustrade symbolisieren die christlichen Mächte, die an der Schlacht teilgenommen haben: der Drache war das Symbol der Boncompagni, der Familie von Papst Gregor XIII.; der Greif die Republik Genua, Herkules der Großherzog der Toskana.
Der Innenraum auf dem Grundriss eines lateinischen Kreuzes bestand ursprünglich aus einem Kirchenschiff und vier Seitenschiffen, von denen zwei im 18. Jahrhundert in Seitenkapellen umgewandelt wurden.

## Ausstattung
Die Kirche verfügt über siebzehn Altäre: Der Hauptaltar hat ein verziertes Portal mit dem Wappen der Familie Adorni, deren Gräber sich im Inneren der Basilika befanden. Bemerkenswert ist auch der des Heiligen Franz von Paola ein barockes Kunstwerk von Francesco Antonio Zimbalo. Das Kirchenschiff hat eine kostbare geschnitzte und vergoldete Kassettendecke Kassettendecke aus der ersten Hälfte des 17. Jahrhunderts.
Die Orgel in der Basilika wurde 1961 von Fratelli Ruffatti auf beiden Seiten des Chors installiert. Sie wird elektrisch angetrieben und verfügt über zwei Manuale mit je 61 Tasten und ein konkav-radiales Pedaleinheit mit 32 Tasten.